# エリーローズ
エリーローズ（ELLI-ROSE、1986年9月25日 - ）は、日本の女性ファッションモデル、タレント、女優。
レプロエンタテインメントに所属していた。旧芸名は川村エリ、エリローズ。女性ファッション雑誌『ViVi』への登場から特に著名。

## 来歴
父親が日本人はプロの写真家・荒川弘之で母親がイギリス人のスタイリスト・マキシーン・ヴァンクリフ・荒川。
12歳の時、ローティーン向けファッション雑誌「ニコラ」）のモデル（ニコモ）としてデビュー。以後、女性ファッション雑誌「ViVi」やランジェリーブランド「Ravijour」等でモデルとして活動。ViViでは2005年から2015年まで、10年間出演した。
『JELLY』の姉妹誌にあたる『Gina』が2011年に創刊すると、大屋夏南、シャウラ、秋元梢、高橋真依子、星あやほか4名のモデルらとともにその創刊号に登場し、以来、同誌のメインモデルのひとりとして出演。
2007年よりDJとしても活動をはじめ、モデルのディエゴとDJユニット｢Van Cliffe.D｣でクラブDJとしても活動をスタート。ユニット名の由来は、相方の名前「Diego」の「D」と彼女のイギリスでの名字「Van Cliffe」をかけ合わせたものである。その後一人で「Van Cliffe」としてハイブランドのパーティーから地方のフェスまで幅広く活動。2015年春からDJネームを「ELLI ARAKAWA」に改名。

## 私生活
同じ事務所で、ViViでも一緒だったマリエは高校の後輩に当たる。また、同事務所の木下ココとも仲が良く、木下が出演するイベントでDJを務めたこともある。同じ事務所の紗羅マリーとは芸能活動を始めた当初からの仲で、大の親友であり、雑誌でもたびたび「エリサラ」コンビで登場する。

## 出演

### 雑誌
- ニコラ（新潮社）
- CUTiE（宝島社）
- non-no（集英社）
- SPA!（扶桑社）
- SEDA（日之出出版）
- サブラ（小学館）
- VITA（KKベストセラーズ）
- soup（インデックスマガジンズ）
- ollie Girls（マガジンハウス）
- MORE（集英社）
- JUNIE（扶桑社）
- S Cawaii!（主婦の友社）
- BLENDA（角川春樹事務所）
- GLAMOROUS（講談社）
- SHEL'TTER
- ViVi（講談社）
- Olive（マガジンハウス）
- PS（ラウンドハウス）
- anan（マガジンハウス）
- 音楽と人（シンコーミュージック）
- vikka（三栄書房）
- NYLON JAPAN（トランスメディア）
- VOGUE NIPPON（コンデナスト・パブリケーションズ）
- Gina（ぶんか社）
- TOKYO ViVi（講談社）
- it♥magazine（講談社）

### ショー
- TOKYO GIRLS COLLECTION
- KOBE COLLECTION
- TOKYO RUNWAY
- GirlsAward
- 台湾SUPER Girls COLLECTION
- SHOW ROOM UNDER（東京コレクション）
- f*mode
- グラマラス
- 新潟ファッションビジネス専門学校
- roxy
- Campus Queen Collection 2009 in FUKUOKA

### 写真集
- 『ELLIROSE エリローズ』（新潮社、1998年）撮影：篠山紀信　解説：柳美里
- 『MEDIA GIRLS Volume04 21世紀の美少女達』（クラブハウス、1999年）
- 『蜷川実花写真集 like a peach』（講談社、2002年）撮影：蜷川実花
- 『エバーグリーン』（主婦と生活社、2005年）撮影：小林基行

### 広告
- よみうりランド・プールWAI（2007年、2008年）
- 『グラソー ビタミンウォーター』（日本コカコーラ、2011年夏季、撮影：蜷川実花） 共／金子ノブアキ、松本恵奈、太田莉菜、窪塚洋介[1][13]

### CM
- ユニリーバ・ジャパン「mod's hair」（2011年）
- GU「ニット Wear Freedom.」編（2013年）

### テレビ
- PLAY ROOM Ver.2.0（BSフジ、2001年）月曜日の司会
- Summer Sonic 05（テレビ朝日、2005年）
- MUSIC HEADLINE（スペースシャワーTV、2006年4月 - 同年12月）
- めざましテレビ（フジテレビ、2006年10月 - 2007年3月） - 早耳ムスメ（早耳トレンドNo.1のリポーター）
- 好TV 〜HAO TV〜（フジテレビ、2006年）
- Summer Sonic 06（テレビ朝日、2006年）
- studio XL（スペースシャワーTV、2008年4月 - ）
- FOOTBALL CX - FOOTBALL DX - UEFAチャンピオンズリーグ・ダイジェスト（フジテレビ、2008年9月 - ）
- ラジかるッ（日本テレビ、2008年6月17日、2009年1月6日放送分）｢嶋大輔のオレ様のブランチ｣のコーナーに出演
- Happy Bean（RKB毎日放送、2008年12月24日 - ）
- 女神サーチ（TBS、2009年4月 - 2010年3月）
- 日立 世界・ふしぎ発見!（TBS、2015年7月25日）ゲスト出演

### ラジオ
- コシノジュンコ MASACA（2021年11月7日、14日・TBSラジオ）

### その他
- テレビドラマ：美少女H2（フジテレビ、1999年）第14話 TWILIGHT PARADISE ｢絵里とエリの石｣、エリ役
- ジャケット写真：｢ふたりワンマンII｣（RYO the SKYWALKER、2001年）
- 映画：コアラ課長（2005年製作・2006年上映）　※DVD（2006年、avex trax、AVBC-22752）
- ラジオ番組：ラジカントロプス2.0（アール・エフ・ラジオ日本、2008年5月23日）29代目パーソナリティ
- カタログ：『Ravijour Style Book』（ムック本、2010年4月23日発売） 共／岩堀せり、紗羅マリー、里見茜、ほか[14]

## 作品

### 書籍
- 写真集： ELLIROSE（新潮社、1998年5月、ISBN 4103262109 ）撮影：篠山紀信
- フォトアートスタイルブック『ELLI-ROSE』（宝島社、2016年2月24日）[15]
- 音のいい部屋(マガジンハウス・2017年12月5日)

### CD
- アルバム『VAN CLIFFE.D - ELLI-ROSE』（UNIVERSAL J、2007年7月、UPCH-1727/8） ※2disc仕様